# Eddie Stuart
Edward Albert „Eddie“ Stuart (* 12. Mai 1931 in Middelburg; † 4. November 2014 in Wrexham) war ein südafrikanischer Fußballspieler. Als linker Verteidiger gewann er mit den Wolverhampton Wanderers in den Spielzeiten 1953/54, 1957/58 und 1958/59 drei englische Meisterschaften und nach dem Karriereende von Billy Wright war er Kapitän der „Wolves“.

## Sportlicher Werdegang
Im Januar 1951 schloss sich Stuart den Wolverhampton Wanderers, nachdem er in Südafrika vom bei den Johannesburg Rangers verantwortlichen englischen Trainer Billy Butler, ehemals langjährig bei den Bolton Wanderers aktiv, empfohlen worden war. Der Teenager trat die Reise nach England gegen den Willen seiner Eltern an, die es nicht gerne sahen, dass er gleichzeitig seinen Job bei Barclays-Bank quittierte. 15 Monate nach seiner Ankunft debütierte Stuart als Mittelstürmer und sein Treffer beim 1:4 gegen West Bromwich Albion im April 1952 blieb letztlich das einzige Tor für die „Wolves“ in seiner gesamten Karriere. Im folgenden Sommer erkrankte er nach einem Ägyptenaufenthalt schwer an einem Tropenvirus, der ihn nicht nur über ein Jahr außer Gefecht setzte, sondern auch lebensbedrohlich war. Er feierte sein Comeback im Herbst 1953 gegen eine südafrikanische Auswahl im Rahmen eines Freundschaftsspiels, wobei ihm der Einsatz durch den freiwilligen Verzicht von Bill Shorthouse ermöglicht wurde. Am 20. Februar 1954 bestritt er wieder im Vollbesitz seiner Kräfte gegen Sheffield United das nächste Ligaspiel und insgesamt absolvierte er die letzten zwölf Partien der ausklingenden Saison 1953/54. Die Wolves gewannen dabei die englische Meisterschaft und obwohl er sich zunächst nicht für eine offizielle Titelmedaille qualifizierte, wurde ihm diese später nachträglich (auf Antrag) verliehen.
Fortan war Stuart Stammspieler auf der rechten Abwehrseite und als die Wolves in den Spielzeiten 1957/58 und 1958/59 zwei weitere englische Meisterschaften gewannen, absolvierte er 78 von 84 Ligaspielen – er verpasste dabei vier in Serie ab Ende März 1959 aufgrund einer im Training erlittenen Augenverletzung. Nachdem dann Billy Wright zu Beginn der Saison 1959/60 seinen Rücktritt bekannt gegeben hatte, folgte ihm Stuart als Kapitän nach. Lange sah es dann nach einem Doublegewinn unter seiner Regie aus, bevor das Jahr enttäuschend für Stuart zu Ende ging. Die englische Meisterschaft ging im Schlussspurt an den FC Burnley und auf dem Weg zum Gewinn des FA Cups verpasste er die letzten drei Runden (einschließlich des Endspiels). Die Gründe dafür war auch nicht-sportlicher Natur, denn nach dem Massaker von Sharpeville in seiner südafrikanischen Heimat wurde er öffentlich angefeindet und von Teilen des Wolves-Anhangs ausgebuht. Da Trainer Stan Cullis befand, dass seine Form darunter litt, nahm er Stuart anschließend aus der Startelf. Zur Saison 1960/61 kehrte er ins Team zurück und bis Mitte 1962 absolvierte er noch 76 Spiele, wobei die Vereinsleistungen merklich nachließen. Er wechselte dann im Juli 1962 zum Zweitligisten Stoke City.
In seinem ersten Jahr gewann er mit Stoke die Zweitligameisterschaft und nach einem weiteren Jahr mit erfolgreichem Klassenerhalt in der höchsten Spielklasse zog er weiter zunächst zu den Tranmere Rovers und danach zu Stockport County, wobei er auch dem damals viertklassigen Stockport zu einem Aufstieg in die nächsthöhere Liga verhalf. Nach dem Ende seiner Profikarriere ließ er bei Worcester City als Spielertrainer seine Laufbahn ausklingen. Im Anschluss an die Fußballerzeit betrieb er Friseursalons unter anderem in Wolverhampton und Codsall. Im Jahr 2005 zog er nach Wrexham und dort starb er im Alter von 81 Jahren nach einer längeren Erkrankungszeit.

## Titel/Auszeichnungen
- Englische Meisterschaft (3): 1954, 1958, 1959
- Englischer Pokal (1): 1960
- FA Charity Shield (2): 1959, 1960 (geteilt)